# Ricki Herbert
Ricki Lloyd Herbert (Auckland, 1961. április 10.) új-zélandi válogatott labdarúgó, edző.

## Sikerei, díjai

### Játékosként
- Mt Wellington AFC
  - Új-zélandi bajnok: 1980, 1982, 1986
- Chatham Cup: 1980, 1982
- Sydney Olympic
  - Australian National Soccer League Cup: 1983

### Menedzserként

#### Játékosként
- Central United FC
  - Chatham Cup: 1997, 1998
  - Új-zélandi bajnok: 1999

#### Válogatott
- Új-Zéland
  - OFC-nemzetek kupája: 2008